# Wojownik (film 2006)
Wojownik (telugu: Pokiri; పోకిరి, dosł. Łajdak) – indyjski film akcji z 2006 roku, jeden z popularniejszych filmów na południu Indii. Został nagrany w języku telugu w Tamilnadu. Jego producentem, scenarzystą i reżyserem jest Puri Jagannadh, a w rolach głównych występują Mahesh Babu i Ileana D’Cruz. Tematem filmu jest miłość i przemoc. Miłość między dziewczyną i mężczyzną, i między ojcem a synem. Przemoc w walce gangów o pieniądze i władzę oraz przemoc w walce policji o porządek społeczny.

## Fabuła
Hajdarabad. Pandu (Mahesh Babu) jest zdecydowany i okrutny w walce zabijając na zamówienie gangów, ale nieśmiały wobec spotkanej na ulicy dziewczyny. Sruthi (Ileana D’Cruz) powoduje zamieszanie w jego sercu. Pandu broni się przed tym, co czuje, nie umie tego wyrazić słowami, ale potrafi ją chronić... zabijając dla niej. Czy zakochana w nim dziewczyna zaryzykuje życie z zabójcą, przy którym czuje się bezpiecznie?

## Obsada
- Mahesh Babu – Pandu/Krishna Manohar
- Ileana D’Cruz – Sruthi
- Prakash Raj – Ali Bhai
- Sayaji Shinde – oficer policji Syed Pasha
- Ashish Vidyarthi – Inspktor Pasupathi
- Brahmanandam – Brahmi – informatyk, sąsiad Sruti
- Nassar – ojciec Krishna Manohar i Ajaya
- Subbaraju – Nayar
- Ali – szef żebraków
- Mumaith Khan – Item number
- Ajay – Ajay
- Jyothirana Mona

## Motywy kinaindyjskiego
- Częsty motyw religijny – w filmie modlitwa muzułmanina i obchody święta ku czci hinduistycznego Boga Ganeśi (podobnie jak np. w Don).
- Motyw decyzji dziewczyny na życie z gangsterem. Podobnie w Gangster, Company. Inne filmy dotyczący życia przestępców to m.in. Shootout at Lokhandwala, Apaharan czy Sarkar.
- Motyw pogrzebu, zgodnie z hinduistycznym obrzędem poprzez spalenie zwłok występuje też m.in. w Coś się dzieje, Czasem słońce, czasem deszcz, Rang De Basanti, Apaharan i in.
- Inny film z południa Indii z motywem pełnego poświęcenia policjanta, który też z powodu swojej pracy traci kogoś z bliskich to rozgrywający się w Ćennaj Kaaka Kaaka.

## Muzyka
Kompozycja – Mani Sharma.
- Deva devuda – Naveen
- Dole Dole – Ranjith & Suchitra
- Gala Gala – Nihaal
- Ippatakinka – Murilidhar & Suchitra
- Jagadame – Kunal Ganjawala
- Chododdu Antunna – Karthik i Mahalakshmi

## Nagroda
- Mahesh Babu – Nagroda Filmfare dla Najlepszego Aktora (Telugu)